# Невзоровское кладбище
Невзоровское кладбище расположено на территории Пушкинского городского округа Московской области рядом с деревней Невзорово (сельское поселение Царёвское).
Адрес: Московская область, Пушкинский городской округ, деревня Невзорово.

## История
Невзоровское кладбище открыто в 1973 году для захоронений жителей городов Королёва (бывшего Калининграда), Юбилейного, Ивантеевки. Кладбище расположено в лесном массиве, не имеет изгороди и точных границ.
На территории кладбища построена церковь-часовня Иконы Божией Матери Всех Скорбящих Радость.
В настоящее время на кладбище осуществляются только подзахоронения в родственные могилы.
На кладбище есть аллея почётных захоронений (с 2002 г.), обелиск защитникам Отечества, здание администрации, а также  гранитная мастерская по изготовлению памятников из гранита.

## Транспорт
До кладбища можно добраться автобусами № 26 от станции Болшево г. Королёв, № 41 от станции Пушкино, № 1 от станции Ивантеевка-2 до остановки «Полигон».
Весной во время праздника Красная горка от ст. Подлипки Ярославской жел. дороги до кладбища организуется бесплатная доставка автобусами.

## Похороненные на Невзоровском кладбище
- Апасян, Игорь Карпович (1952—2008) — кинорежиссёр.
- Богомолов, Владислав Николаевич (1919—1997) — Герой Социалистического труда, академик.
- Гошева, Ирина Прокофьевна[6] (1911—1988) — народная артистка РСФСР.
- Говбиндер, Михаил Иудович (1924—2006) — шахматист, мастер спорта СССР.
- Данилов, Виталий Григорьевич (1938—2005) — мастер спорта СССР по хоккею с мячом.
- Есенков, Сергей Васильевич (1929—2008) — Герой Социалистического труда[7].
- Зайцев, Андрей Евгеньевич (1957—2010) — космонавт НПО «Энергия»[8].
- Зиновьев, Вячеслав Николаевич (1937—2016) — доктор технических наук, профессор, академик Академии космонавтики им. К.Э. Циолковского, Академии инженерных наук РФ, преподаватель Российского государственного университета кооперации (г. Москва), автор более 100 научных работ по вопросам автоматизированного управления, эффективности, живучести, организации управления, инновационного менеджмента, автор множества изобретений.
- Зотов, Анатолий Николаевич (1949—2006) — спортсмен (гандбол). Выступал за "Вымпел" (Калининград МО), "Локомотив" (Москва). Брат гандболиста Вячеслава Зотова (1946-2007).
- Зотов, Вячеслав Николаевич (1946—2007) — спортсмен (гандбол). Полусредний. Мастер спорта международного класса. Выступал за «Вымпел» (Калининград МО), МАИ (Москва). Чемпион СССР (1965, 1970, 1971, 1972, 1974, 1975). Обладатель Кубка европейских чемпионов (1973).
- Кабатченко, Владимир Владимирович (1904—1981) — актер, заслуженный артист РСФСР (1954). Муж актрисы Гошевой Ирины Прокофьевны.
- Кучевский, Николай Ефимович (1922—1985) — кавалер ордена Красной Звезды.
- Красноштанов, Валерий Федорович (1942—2007) — кавалер ордена «Знак Почета», министр промышленности и энергетики республики Саха (Якутия), создатель ЕСО (Единой сбытовой организации), Заслуженный работник народного хозяйства Республики Саха (Якутия).
- Марков, Григорий Маркович (1920—1997) — Герой Социалистического труда.
- Михальков, Михаил Архипович (1917—1984) — Герой Советского Союза.
- Павлов, Сергей Степанович[9] — почетный житель г. Королёва.
- Прохоров Олег Иванович (29.03.1962 - 24.07.1985) - ст. лейтенант, ком. мотострелкового взвода, родился в г. Калининград Московской обл. Окончил Ташкентское ВОКУ. В Афганистане с апр. 1984 г., участвовал в 10 боевых операциях. Погиб 24.07.1985 г. Награжден 2 орденами Красной Звезды.
- Спиридонов, Алексей Сергеевич (1903—1976) — директор ЦНИИМаш, доктор технических наук, инженер-полковник[10].
- Толочков, Борис Александрович (1929—2001) — заслуженный деятель искусств Российской Федерации.
- Элинин, Руслан Маламагомедович (1963—2001) — российский поэт, издатель.
- Курбатов, Василий Васильевич (генерал-майор) (1926—2016) — генерал-майор ракетных войск стратегического назначения, почётный гражданин города Королёва.
- Курбатова Нина Всеволодовна (1905—1978) — заслуженный врач РСФСР.
- Савельева Зоя Дмитриевна (1938—2019) — инженер, отличник военного строительства.